# Сцинк плямистий
Сцинк плямистий (Chalcides ocellatus) — вид ящірок родини сцинкових (Scincidae). Поширений в Північній Африці, Південній Європі та Західній Азії. Мешканець середземноморських ландшафтів. Вид занесений до Додатку ІІ Бернської конвенції та інших природоохоронних документів. Описано 6 підвидів.
Інші назви: веретеноподібний сцинк європейський, тилігугу, ґонджіло. 

## Опис
Загальна довжина цих сцинків сягає 31 см. Маленька голова та циліндричний тулуб. У нього добре розвинуті лапи, нагадує мабую. На кожній із лап є по 5 пальців. Колір шкіри у цього виду дуже різноманітний, багатобарвний — в залежності від місця мешкання.

## Поширення
Мешкає в Північній та Північно-Східній Африці, у Середземному морі на островах Сардинія, Сицилія, у Греції, Передній Азії, Аравійському півострові, Ірані, Іраку, Пакистані та Туркменістані.

## Спосіб життя
Часто зустрічається у посушливих місцевостях, серед твердих кам'янистих ґрунтів, втім цього сцинка можна побачити як у степах, так й напівпустелях. Разом з тим він також полюбляє наявність рослинності, де часто ховається від ворогів, зокрема чагарники, кущі, ліси пробкового дуба. Активний вдень. Своє кубло цей сцинк влаштовує серед рослинності з огляду на те, що його лапи не створенні для риття глибоких нір чи ходів.
Живиться комахами, павуками, дрібними ящірками, яйцями, а також фруктами. У деяких випадках зафіксований канібалізм.
Самка сцинка європейського народжує взимку живих дитинчат у кількості від 2 до 20. Але виживають загалом 4—8 молодих сцинків.

## Охорона
Стан більшості природних популяцій виду в межах ареалу залишається більш-менш стабільним, за що  він, згідно з Червоним списку МСОП, отримав охоронний статус «відносно благополучний вид». Тому Chalcides ocellatus занесений до Додатку ІІ Бернської конвенції (охоронна категорія: вид потребує особливої охорони), а також до Директиви Європейського Союзу 92/43/ЄС «Про збереження природних оселищ та видів природної фауни і флори» (Додаток IV. Види рослин і тварин, що становлять особливий інтерес для Європейського Союзу, які потребують суворих заходів охорони).

## Систематика
Станом на 2025 рік описано 6 підвидів:
- Chalcides ocellatus ocellatus;
- Chalcides ocellatus tiligugu;
- Chalcides ocellatus linosae;
- Chalcides ocellatus sacchii;
- Chalcides ocellatus subtypicus;
- Chalcides ocellatus zavattarii.